# 피아노 협주곡 2번 (라흐마니노프)
《피아노 협주곡 2번 다단조 작품번호 18》은 러시아의 작곡가인 세르게이 라흐마니노프가 1900년 가을부터 1901년 4월 사이에 작곡한 피아노 협주곡으로, 낭만시대 후기의 대표적인 작품으로 평가된다. 이 작품은 라흐마니노프의 걸작 중의 하나이며, 이 작품의 성공으로 라흐마니노프는 교향곡 1번의 실패로 실추된 명예를 되찾을 수 있었다. 3개의 악보로 나눠 작곡했으며, 흔히 연주하는 곡은 마지막으로 편곡된 곡이다.

## 작곡 배경
1897년에 라흐마니노프가 작곡한 교향곡 1번이 초연되었을 당시 곡에 대해 비평가들은 비판을 혹독하게 해댔다. 그래서인지 라흐마니노프는 그것에 대한 실의에 빠져 우울증과 작가의 폐색을 수 년 동안 겪게 되었다. 그러나 이 작품은 그의 모든 병적 현상을 극복하고 작곡되었다. 그래서 그는 그의 우울증을 극복하도록 치료하고 도와준 사람인 니콜라이 달에게 이 작품을 헌정하였다.

## 악기 구성
- 피아노 독주
- 관현악: 플루트2, 오보에2, 클라리넷2(1악장: B♭, 2·3악장: A), 바순2, 호른(F)4, 트럼펫(B♭)2, 트롬본(테너2, 베이스1), 튜바, 팀파니, 큰북, 심벌즈, 현악 5부

## 악곡 구성

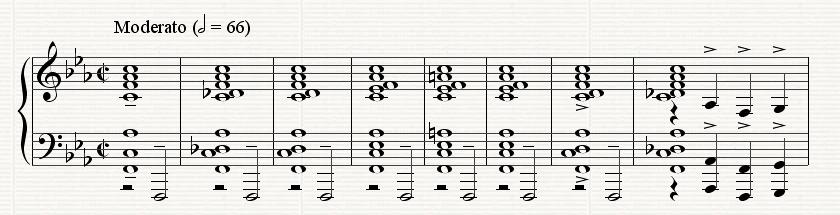
1악장의 첫 8마디

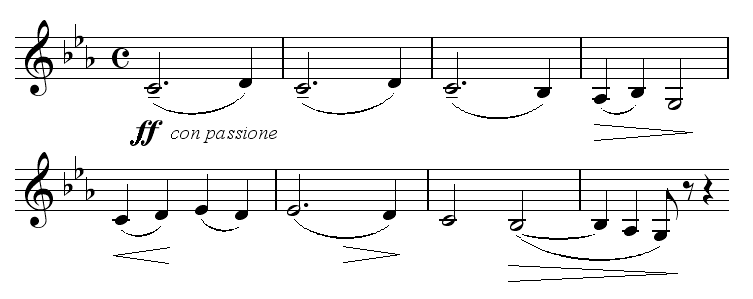
1악장의 제시부

라흐마니노프 피아노 협주곡 2번은 다음과 같은 세 악장으로 구성되어 있다.
- 1악장: 모데라토 (Moderato) 다단조
- 2악장: 아다지오 소스테누토 (Adagio sostenuto) 다단조 → 마장조
- 3악장: 알레그로 스케르찬도 (Allegro scherzando) 마장조 → 다단조 → 다장조

## 대중매체에의 사용
- Adagio Sostenuto 악장은 미국 가수 에릭 카멘의 1976년 히트곡인 "All by Myself" 주선율의 기초가 된다.
- 미국에서 1955년에 제작된 영화 《7년만의 외출》에서 마릴린 먼로가 지하철 환풍구에 바람이 나온 장면에서 1악장 중반의 배경음악으로 등장한다. 이후 1994년에 제작된 대한민국 영화 《헐리우드 키드의 생애》에서 고등학생 주인공들이 극장에서 화면 스크린에 이 장면과 배경음악이 간접적으로 나오면서 다른 관객에게 어깨에 손을 잡는 장면이 나온다.
- 대한민국에서 2006년에 제작된 영화 《호로비츠를 위하여》(감독: 권형진)에는 피아니스트 김정원이 직접 출연해 이 곡을 연주하는 장면이 나온다. 정작 호로비츠가 이 작품을 녹음한 적이 없다는 점이 흥미롭다(3번 협주곡을 녹음한 적은 있음).
- 대한민국의 영화 《혈의 누》에서 1악장 1주제가 관현악 편곡으로 나온다.
- 일본의 드라마 《노다메 칸타빌레》 5화 및 애니메이션 《노다메 칸타빌레》 11화에서 주인공 치아키 신이치가 연주한다.